# Béatrice Ammera Mendo
Béatrice Ammera Mendo, également connue sous le nom Béatrice Mendo, née le 30 décembre 1973 au Cameroun est une auteure camerounaise francophone.

## Biographie

### Enfance, Études et Début
Fonctionnaire dans l'administration publique camerounaise au Ministère des Finances, elle a suivi un cursus en philologie romane et en sciences sociales. Son amour pour l'écriture et le courage d'éditer lui viennent probablement de sa mère, Caroline Meva, écrivaine elle aussi.

### Carrière littéraire
Elle commence sa carrière littéraire en 2014 avec un recueil de nouvelles intitulé La vie se moque d'être aigre-douce paru aux éditions L'Harmattan. Dans cet ouvrage, elle dépeint avec humour et circonlocution différents personnages qui font le charme de nos vies pas toujours aisées à vivre.
En 2015, elle remporte le 3ème prix de la 28ème édition du concours de haïku organisé par l'Ambassade du Japon au Sénégal. L'année suivante, elle est retenue pour faire partie d'une pépinière de jeunes auteurs francophones mis en résidence du 28 juillet au 12 août 2016, sous la direction littéraire du romancier français Thomas Dietrich, premier lauréat du Nouveau Prix de Yaoundé (NPY 2016).
En 2018, elle présente au public un roman qui met en scène les violences subies par les populations face au mouvement terroriste Boko Haram dans la région de l'Extrême-Nord du Cameroun. Le sang de nos prières paru aux éditions Le Lys Bleu est un appel à la résilience face aux affres de la terreur sectaire.
Trois ans plus tard, en 2021, elle publie son premier recueil de contes aux Editions Adinkra créées par Armelle Touko. L'argent n'a pas d'oreilles et autres contes présente 10 leçons de vie autour de 10 contes illustrés par Paul Monthé et Oswald Seulle. Le visuel graphique ornant la première de couverture est une réalisation de l'artiste visuel Keulion.
En 2022, elle s'engage pour la promotion des droits des femmes et l'éradication des violences sexuelles en étant membre du collectif Adinkra Femmes. Avec ce réseau littéraire, elle participe à la publication d'un recueil de nouvelles intitulé La violence n'est pas que physique: suivi de Être une femme en zone de guerre.